# Tramwaje we Fryburgu

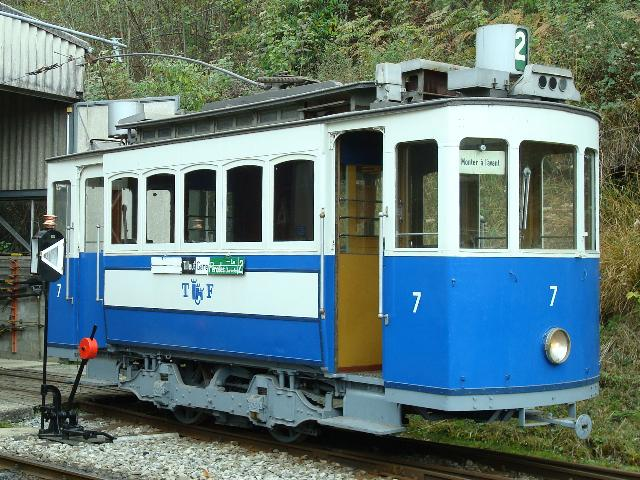
Tramwaj Ce2/2 nr 7 w Chemin de fer-musée Blonay-Chamby

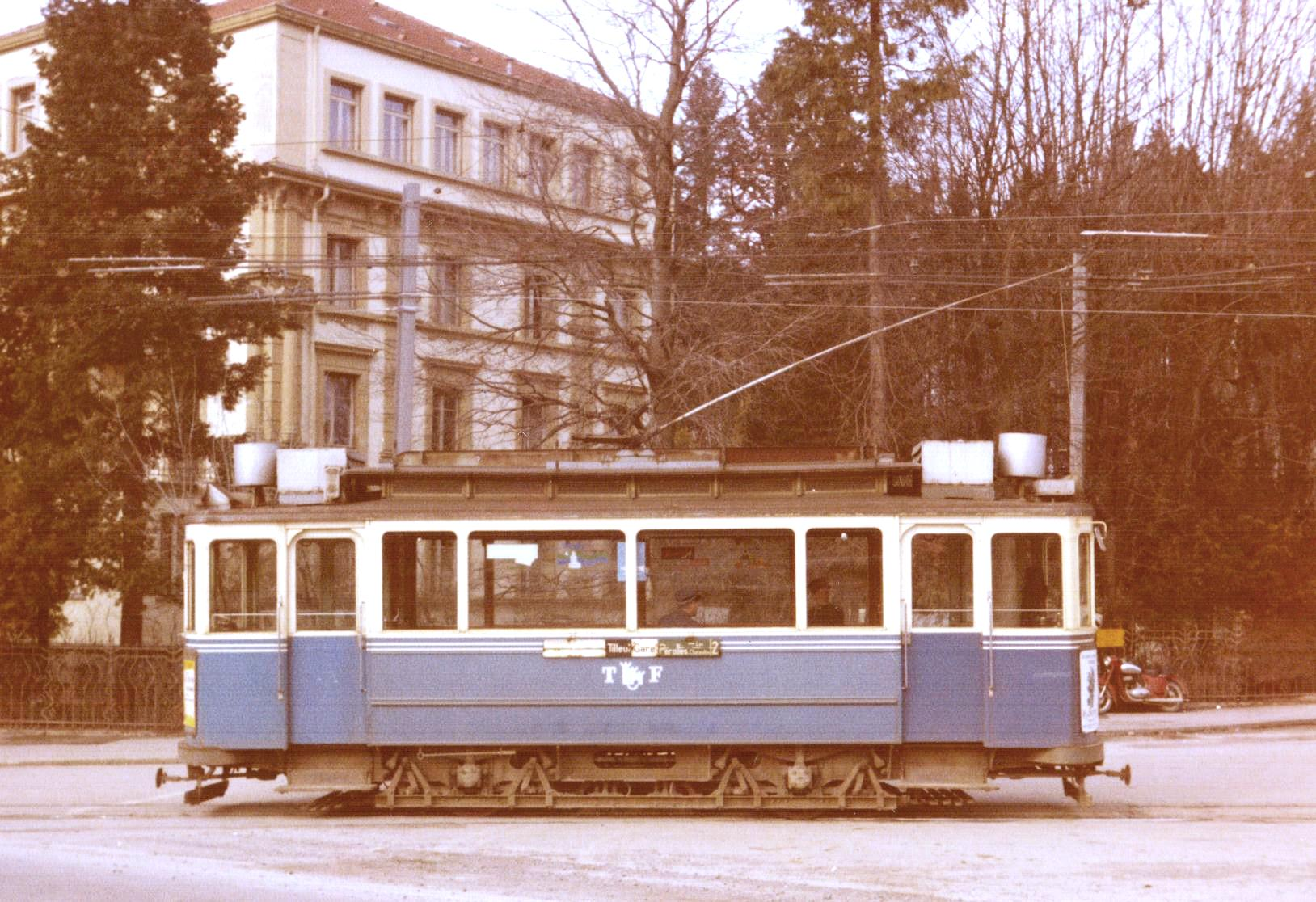
Tramwaj Ce2/2 nr 13 na ulicach Fryburga

Tramwaje we Fryburgu − zlikwidowany system komunikacji tramwajowej w szwajcarskim mieście Fryburg.

## Historia
Budowę pierwszej linii tramwajowej rozpoczęto 19 kwietnia 1897, a pierwsze jazdy testowe odbyły się trzy miesiące później. Linię tramwajową Gare − Grand Pont Suspendu o długości 1,3 km oddano do eksploatacji 27 lipca 1897. 14 czerwca 1900 otwarto linię z Gare do Pérolles o długości 1,3 km oraz z Gare do Beauregard o długości 0,7 km. W 1912 wybudowano linię do cmentarza St. Léonard, linia mierzyła 1,6 km długości. W 1924 przedłużono linię z Zähringen do Schönberg. W 1936 otwarto 300 m przedłużenie z Beauregard do Vignettaz, wówczas sieć tramwajowa osiągnęła największą długość. Od lat 40. XX w. rozpoczęto zastępowanie linii tramwajowych trolejbusowymi. 31 marca 1965 zamknięto ostatnią linię.

## Tabor
Początkowo do obsługi linii posiadano 4 wagony. W 1913 posiadano 13 wagonów. Wagony od nr 9 do 13 były większe od pozostałych. Do 1965 eksploatowano wszystkie 13 wagonów z czego do dzisiaj zachowało 6 wagonów, 4 pozostałe wagony zezłomowano wkrótce po zamknięciu sieci, a resztę w różnych okolicznościach w późniejszych latach:
| numer wagonu | status                                          |
| ------------ | ----------------------------------------------- |
| 1            | AMTUIR, Paryż (zachowany)                       |
| 2            | zezłomowany                                     |
| 3            | zezłomowany                                     |
| 4            | zachowany                                       |
| 5            | AMUTRA Bruksela (zachowany)                     |
| 6            | zezłomowany w 1996                              |
| 7            | Chemin de fer musée Blonay - Chamby (zachowany) |
| 8            | zezłomowany                                     |
| 9            | zachowany                                       |
| 10           | Club du Tramway de Fribourg (zachowany)         |
| 11           | zezłomowany w 1970                              |
| 12           | zezłomowany                                     |
| 13           | zezłomowany                                     |